# Шершина Валентина Іванівна
Валентина Іванівна Подчуфарова/Шершина (рос. Валентина Ивановна Подчуфарова/Шершина; 1924, Тула - 2007, Волгоград) - диверсант-підривник, в 1942-1944 роках воювала в партизанському загоні на території Білорусії. Особисто пустила під укіс 13 ешелонів противника.
Одна з дев'яти жінок-партизан, які отримали орден Леніна, і одна з трьох, хто отримав цей орден до 1945 року.

## Біографія
Народилася в 1924 році в Тулі. Комсомолка з 1939 року. У червні 1941 року закінчила 9 клас тульської середньої школи № 39.
У липні, коли вже німці бомбили Тулу, була покликана на будівництво протитанкових ровів, потім була зарахована в «бойову дружину» - чергувати вночі на дахах, рятуючи будинку від фугасів. Потім працювала на заводі.
У лютому 1942 року була спрямована комсомолом в Москву, в спецшколу № 2 диверсантів-підривників.
По закінченню спецшколи зарахована в диверсійно-розвідувальну групу, де отримала прізвисько «Натка» - за іменем героїні довоєнного фільму про Громадянську війну «Подруги».
У ніч на 4 червня 1942 група в складі 10 осіб перейшла, перепливши Двину, лінію фронту з завданням приєднається до партизанського загону. Але в пункті призначення «Темний Бор», на захід від Орші, загону не виявилося. З огляду на захворювання командира групи, частина групи з хлопців (за жеребом) вирушила з ним у зворотний шлях, частина не повернулася з розвідки.
Решта випадково були виявлені партизанською групою Василя Матушевського, що входила в групу «Чекіст». Група Матушевського чисельністю близько 20 осіб базувалася в районі села Свіярні, працювала по «залізяці» - Москва-Брест, приблизно раз на тиждень підриваючи залізницю з військовим складом.
У складі цієї групи Подчуфарова за короткий час особисто пустила під укіс 4 ворожих ешелони.
Проявила особливі здібності при установці модернізованих спрощених детонаторів при мінуванні полотна, здобувши серед мінерів славу щасливої підривниці.
До листопада 1942 року виходи на «залізяку» група припинила, зважаючи на активність пошуків групи поліцією, і виявленні ними партизанського складу боєприпасів. Командир групи вирішив перебазуватися на територію Круглянського району, де діяло кілька партизанських загонів.
З грудня 1942 група приєдналася до 36-му загону Борисівського оперативного центру під командуванням Сергія Жуніньо. Подчуфарова була зарахована до взвод підривників 36-го загону. Загін діяв в Круглянському, Шкловському і Белинічському районах.
До серпня 1943 року загоном було підірвано 4 ешелону противника. Так, в новорічну ніч 1943 року взвод підривників зробив диверсію на ділянці залізниці Коханово - Орша: під укіс полетіло 10 вагонів і кілька платформ.
З серпня 1943 року Подчуфарова - командир відділення підривників 36-го загону.
З липня 1943 року по всій окупованій німцями Білорусії радянськими партизанами успішно проводилася «Рейкова війна». Основні операції партизани 36-го загону проводили на ділянці дороги Орша-Мінськ, за чотири місяці відділення Подчуфарової пустило під укіс 7 ворожих ешелонів.
6 листопада 1943 року в бою біля села Санники Круглянська району Подчуфарова отримала серйозне поранення в ногу, була переправлена на Велику землю.

### Характеристика[1]
Бойова політична характеристика на партизанку загону № 36 8-й партизанської бригади Подчуфарову Валентину Іванівну.
Тов. Подчуфарова В. І., народження 1924 р росіянка, освіта 9 класів, комсомолка з 1939 р, канд. ВКП (б) з 1943 р Уродженка м Тула, Радянська, 20. У партизанах з липня місяця 1942 р
Тов. Подчуфарова В. І. за період перебування в партизанському загоні показала себе відданою справі Леніна-Сталіна і своїй соціалістичній Батьківщині. Будучи підривницею загону вона пустила під укіс 20 ворожих ешелонів противника з живою силою і технікою. Тов. Подчуфарова неодноразово билася в відкритих боях з супротивником, де сміливо і мужньо відгонила своїм вогнем ворога.
За сміливість, хоробрість і мужність, проявлені в боях з німецьким фашизмом тов. Подчуфарова В. І. двічі нагороджувалася урядовими нагородами і була представлена до вищої нагороди - звання «Героя Радянського Союзу». Морально витримана, політично стійка.
Командир загону - Кудрявцев
Комісар - Ковецький
5-го червня 1944 р

### Після війни
Після війни вийшла заміж, змінила прізвище на «Шершина», працювала військовим перекладачем в Німеччині, викладала іноземну мову в одному з вузів Волгограда. У 1985 році брала участь в ювілейному Параді Перемоги. Проживала в Анапі.

## Спогади
Валентина Іванівна в останні роки життя працювала над автобіографією «Це моя війна». До 2002 року рукопис, складова три загальні зошити, була закінчена. Однак опублікувати книгу не вдалося, оскільки в 2003 році зібрані на її видання кошти були викрадені шахрайкою.
Спогади вперше були оприлюднені в 2012 році на сторінках Інтернет-проекту «Невигадані розповіді про війну». Завдяки цьому джерелу особистість Подчуфарової була в 2013 році помічена командою телеканалу «Росія К». Життю і подвигу Валентини Шершиної присвячена друга серія «Натка» документального серіалу «Прекрасний полк», що вийшов в 2015 році.
Рукопис (ні в друкованому вигляді, ні в інтернеті) в повному вигляді досі не опублікований.

## Нагороди
- Орден Леніна (1944)
- Орден Вітчизняної війни 1-го ступеня
- Численні медалі, в тому числі:
  - Медаль «За відвагу» (жовтень 1943)
  - Медаль «За перемогу над Німеччиною у Великій Вітчизняній війні 1941—1945 рр.»
  - Медаль «В ознаменування 100-річчя з дня народження Володимира Ілліча Леніна»

В листопаді 1943 року була представленна до звання «Герой Радянського Союзу», але нагороду не отримала.